# Clare Foley
Clare Foley (California, 24 de septiembre de 2001) es una actriz estadounidense, reconocida por interpretar los roles de Ruby Taylor en la serie de televisión Do No Harm, Ashley en la película de terror Sinister, una versión juvenil de Piper en Orange Is the New Black y de Hiedra Venenosa, versión infantil del personaje de Pamela Isley en las primeras dos temporadas de la popular serie de televisión Gotham, apareciendo en un cameo en la tercera temporada de la misma para entregarle su personaje a la actriz Maggie Geha.